# Saint-Michel-en-Brenne
Saint-Michel-en-Brenne é uma comuna francesa na região administrativa do Centro, no departamento Indre. Estende-se por uma área de 49,43 km². Em 2010 a comuna tinha 330 habitantes (densidade: 6,7 hab./km²).